# Ringebu
Ringebu – norweskie miasto i gmina leżąca w regionie Innlandet.
Ringebu jest 77. norweską gminą pod względem powierzchni.

## Demografia
Według danych z roku 2005 gminę zamieszkuje 4586 osób, gęstość zaludnienia wynosi 3,67 os./km². Pod względem zaludnienia Ringebu zajmuje 209. miejsce wśród norweskich gmin.
| ludność stan na 1 stycznia 2005 |         |           |       |
|                                 | kobiety | mężczyźni | razem |
| osób                            | 2304    | 2282      | 4586  |
| %                               | 50,24%  | 49,76%    | 100%  |

| wykształcenie stan na 1 października 2004 |        |         |        |        |
|                                           | podst. | średnie | wyższe | niezn. |
| osób                                      | 1059   | 2144    | 482    | 81     |
| %                                         | 28,12% | 56,93%  | 12,8%  | 2,15%  |

## Edukacja
Według danych z 1 października 2004:
- liczba szkół podstawowych (norw. grunnskolar): 5
- liczba uczniów szkół podst.: 562

## Władze gminy
Według danych na rok 2011 administratorem gminy (norw. rådmann) jest Jon Alver, natomiast burmistrzem (norw. ordfører, d. borgermester) jest Arnhild Johanne Baukhol.

## Zabytki
Najważniejszym zabytkiem miasta jest kościół słupowy Ringebu stavkirke z XIII wieku.